# 2025年环意自行车赛
2025年环意自行车赛是第108届环意自行车赛，于2025年5月9日至6月1日进行，此次比赛是2025年UCI世界巡回赛的其中一站比赛。此次比赛的线路图最初计划于2024年11月中旬公布，后来推迟至2025年1月公布。比赛共分为21个赛段，起点位于阿尔巴尼亚都拉斯，前3个赛段都在阿尔巴尼亚进行，第4个赛段开始进入意大利，期间第14赛段会经过斯洛文尼亚，最后一个赛段从梵蒂冈出发，终点则位于罗马。
共有来自23支车队的184名选手参加此次比赛，其中18支为世界职业车队，1支凭借2024年排名获得资格，另外4支则为外卡车队。最终来自维斯玛-Lease a Bike车队的西蒙·耶茨以82小时31分1秒的成绩，生涯首次夺得环意自行车赛总冠军。来自阿聯酋航空XRG車隊的Isaac del Toro首次参加环意便以3分56秒之差获得总亚军，成为85年来最年轻的环意总成绩前三获得者，他同时还获得青年冠军。来自英孚教育-EasyPost车队的理察·卡拉帕斯则获得总季军，他的成绩与总亚军间相差47秒。